# Orbit Downloader
Orbit Downloader phần mềm quản lý và hỗ trợ download đã dừng hoạt động do Innoshock phát triển có khả năng tải âm thanh và video, chương trình cũng như file dạng SWF. Vào năm 2013, Orbit Downloader bị xác định là malware bởi phần mềm diệt virus sau khi ESET phát hiện một botnet trong ứng dụng.

## Tính năng
- Tương thích với các trình duyệt như IE, Firefox, Opera, và Maxthon.
- Hỗ trợ tải về qua giao thức HTTP, HTTPS, FTP, RTSP, MMS.
- Hỗ trợ tải nhiều tập tin cùng lúc, quét virus trước khi tải, tắt sau khi tải.
- Có thể tải các dịch vụ chia sẻ dữ liệu trực tuyến một cách dễ dàng.
- Hỗ trợ đa ngôn ngữ.

## Malware
Ngày 21 tháng 8, 2013 hãng phần mềm bảo mật ESET đưa ra cảnh báo: Orbit Downloader có chứa bonet có khả năng thực hiện tấn công DDoS, tức là một malware.. Sau cảnh báo này, các trang web cung cấp phần mềm như BetaNews, Download.com, DownloadCrew, MajorGeeks, Softpedia và Softonic đã vô hiệu hóa việc tải xuống ứng dụng này. Betanews đã cố gắng liên lạc với nhà phát triển, nhưng phát hiện ra rằng hoạt động blog cuối cùng của họ là vào năm 2009 và diễn đàn cộng đồng của Orbit đã bị bỏ hoang.